# Süskind - Le ali dell'innocenza
Süskind - Le ali dell'innocenza (Süskind) è un film del 2012 diretto da  Rudolf van den Berg. 
Basato sulla vita di Walter Süskind, il film è ambientato ad Amsterdam durante l'occupazione tedesca dei Paesi Bassi.

## Trama
Nel 1942, l'ebreo tedesco Walter Süskind, trasferitosi nei Paesi Bassi, cerca di salvare se stesso e la sua famiglia dalla deportazione, facendosi nominare dallo Judenrat responsabile della Hollandsche Schouwburg, un teatro di Amsterdam dove venivano radunati gli ebrei da deportare, separando gli adulti dai bambini che, invece, venivano raccolti nella prospiciente sinagoga trasformata in asilo. Avvalendosi di un tesoro di famiglia in diamanti, riesce ad entrare nelle grazie di Ferdinand aus der Fünten, il comandante tedesco e, con la complicità di altri, manomettendo gli schedari, riesce a nascondere la sparizione di centinaia di bambini che, in genere, sono poi affidati a famiglie olandesi. I piccoli che non trovano accoglienza vengono invece nascosti in una scuola adiacente, dentro una baracca, e anche loro, alla fine di molte peripezie, trovano scampo, mentre Süskind subisce la deportazione insieme alla moglie e alla figlia.